# Enciclopedia de México
L'Enciclopedia de México est une encyclopédie nationale du Mexique. 
Une première édition, en 10 volumes, a été publiée à partir de 1968, avec l'éditeur Gutierre Tibón. 
Une édition ultérieure a été publiée à partir de la fin des années 1970 en 12 volumes, éditée par José Rogelio Álvarez. L'encyclopédie contient un vaste éventail d'articles, notamment sur la géologie et les modelés, la faune et la flore, les migrations humaines, l'ethnicité avant la conquête, l'anthropologie et l'archéologie, et la couverture biographique, et c'est l'encyclopédie la plus complète sur le Mexique à ce jour. 